# Alex Teixeira
Alex Teixeira Santos, känd under artistnamnet Alex Teixeira, född 6 januari 1990, är en brasiliansk fotbollsspelare som spelar för Vasco da Gama.  
Alex Teixeira är en offensiv mittfältare eller anfallare